# Pădurea Gârboavele
Pădurea Gârboavele este un sit de importanță comunitară (SCI) desemnat în scopul protejării biodiversității și menținerii într-o stare de conservare favorabilă a florei spontane și faunei sălbatice, precum și a habitatelor naturale de interes comunitar aflate în arealul zonei protejate. Acesta este situat în sud-estul Moldovei, pe teritoriul județului Galați.

## Localizare
Aria naturală se află în partea sud-estică a județului Galați, pe teritoriul administrativ al comunei Tulucești (în vestul satului omonim), în apropierea drumului național DN24D, care leagă municipiul Bârlad de satul Tulucești.

## Descriere
Zona a fost declarată sit de importanță comunitară prin Ordinul Ministerului Mediului și Dezvoltării Durabile Nr.1964 din 13 decembrie 2007 (privind instituirea regimului de arie naturală protejată a siturilor de importanță comunitară, ca parte integrantă a rețelei ecologice europene Natura 2000 în România) și se întinde pe o suprafață de 219,8 hectare.
Situl reprezintă o zonă de câmpie (râuri, lunci, pajiști, păduri de foioase și tufărișuri) încadrată în bioregiune stepică a Podișului Moldovenesc; ce conservă habitate naturale de tip: Tufărișuri de foioase ponto-sarmatice, Vegetație de silvostepă eurosiberiană cu Quercus spp și Vegetație forestieră ponto-sarmatică cu stejar pufos; și protejează o gamă variată de floră (stejar, stejar brumăriu, stejar pufos, păducel, porumbar, alun turcesc, măceș, scumpie) și faună rară.

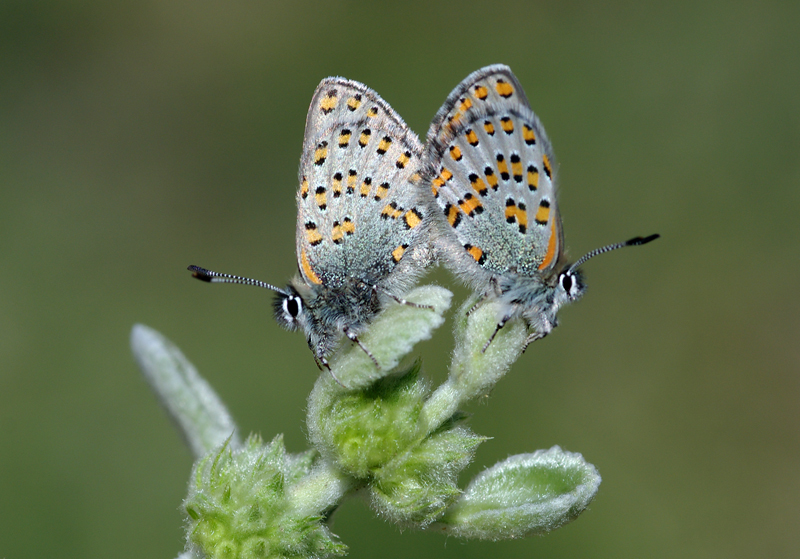
Fluture din specia Tomares nogelii

La baza desemnării sitului se află mai multe specii faunistice și floristice enumerate în anexa I-a a Directivei Consiliului European 92/43/CE din 21 mai 1992 (privind conservarea habitatelor naturale și a speciilor de faună și floră sălbatică); astfel: reptile și amfibieni cu specii de: năpârcă (Anguis fragilis), șopârlă de câmp (Lacerta agilis), gușter (Lacerta viridis), broasca-roșie-de-pădure (Rana dalmatina), broasca verde (Rana esculenta), broasca râioasă brună (Bufo bufo) sau broasca de pământ (Pelobates fuscus); lepidoptere (fluturi) cu specii de Parnassius mnemosyne, Tomares nogelii și Erannis ankeraria; precum și un coleopter din specia Cerambyx cerdo (croitorul mare al stejarului).
Printre speciile floristice protejate se află capul-șarpelui (Echium russicum), târtan (Crambe tataria), sisinel (Pulsatilla grandis), stânjenel (Iris aphylla ssp. hungarica) sau bujor românesc (Paeonia peregrina Mill. var. romanica).

## Căi de acces
- Drumul național DN24D pe ruta: Bârlad -  Bălăbănești - Crâiești - Tulucești.